# Campeonato Mundial de Atletismo de 2005 - Decatlo masculino
O decatlo masculino no Campeonato Mundial de Atletismo de 2005 foi realizada no Estádio Olímpico, em Helsinque, na Finlândia, nos dias 9 e 10 de agosto de 2005.

## Recordes
Antes desta competição, os recordes mundiais e do campeonato nesta prova eram os seguintes:
| Tipo                  | Atleta       | Pontos | Local    | Data                |
| --------------------- | ------------ | ------ | -------- | ------------------- |
|                       | Roman Šebrle | 9026   | Götzis   | 27 de maio de 2001  |
| Recorde do campeonato | Tomáš Dvorák | 8902   | Edmonton | 7 de agosto de 2001 |

## Medalhistas
| Ouro             | Prata              | Bronze                 |
| Bryan Clay (USA) | Roman Šebrle (CZE) | Attila Zsivoczky (HUN) |

## Calendário
Todos os horários estão no horário local (UTC+2)
| Data         | Hora  | Evento                   |
| ------------ | ----- | ------------------------ |
| 9 de agosto  | 11:36 | 100 metros               |
| 9 de agosto  | 12:44 | Salto em distância       |
| 9 de agosto  | 14:41 | Arremesso de peso        |
| 9 de agosto  | 17:30 | Salto em altura          |
| 9 de agosto  | 22:04 | 400 metros               |
| 10 de agosto | 10:06 | 110 metros com barreiras |
| 10 de agosto | 11:11 | Lançamento do disco      |
| 10 de agosto | 14:38 | Salto com vara           |
| 10 de agosto | 17:31 | Lançamento de dardo      |
| 10 de agosto | 20:55 | 1500 metros              |

## Classificação final
A classificação final foi a seguinte.
| Pos.              | Atleta              | Nacionalidade  | PG        | 100 m           | SD        | AP        | SA       | 400 m     | 110 m     | AD        | SV        | LD        | 1500 m      |
| ----------------- | ------------------- | -------------- | --------- | --------------- | --------- | --------- | -------- | --------- | --------- | --------- | --------- | --------- | ----------- |
| Medalha de ouro   | Bryan Clay          | Estados Unidos | 8732      | 992 pts 10.43 s | 945 7.54  | 867 16.25 | 803 2.00 | 920 47.78 | 920 14.43 | 947 53.68 | 880 4.90  | 920 72.00 | 538 5:03.77 |
| Medalha de prata  | Roman Šebrle        | Chéquia        | 8521      | 881 pts 10.91 s | 1025 7.86 | 869 16.29 | 859 2.06 | 879 48.62 | 885 14.71 | 805 46.85 | 849 4.80  | 786 63.21 | 683 4:39.54 |
| Medalha de bronze | Attila Zsivoczky    | Hungria        | 8385      | 883 pts 10.90 s | 821 7.03  | 834 15.72 | 944 2.15 | 848 49.29 | 831 15.15 | 862 49.58 | 849 4.80  | 783 63.02 | 730 4:32.17 |
| 4                 | André Niklaus       | Alemanha       | 8316      | 852 pts 11.04 s | 862 7.20  | 743 14.24 | 831 2.03 | 842 49.42 | 876 14.78 | 790 46.13 | 1004 5.30 | 764 61.74 | 752 4:28.93 |
| 5                 | Aleksandr Pogorelov | Rússia         | 8246      | 892 pts 10.86 s | 932 7.49  | 845 15.90 | 887 2.09 | 788 50.58 | 917 14.45 | 801 46.68 | 910 5.00  | 735 59.79 | 539 5:03.62 |
| 6                 | Kristjan Rahnu      | Estónia        | 8223      | 954 pts 10.59 s | 900 7.36  | 838 15.79 | 831 2.03 | 881 48.58 | 865 14.87 | 811 47.13 | 819 4.70  | 763 61.65 | 561 4:59.73 |
| 7                 | Romain Barras       | França         | 8087      | 827 pts 11.15 s | 898 7.35  | 766 14.62 | 749 1.94 | 879 48.63 | 892 14.65 | 751 44.24 | 849 4.80  | 744 60.39 | 732 4:31.94 |
| 8                 | Tomáš Dvořák        | Chéquia        | 8068      | 874 pts 10.94 s | 888 7.31  | 848 15.95 | 803 2.00 | 799 50.34 | 873 14.81 | 781 45.69 | 673 4.20  | 812 64.89 | 717 4:34.24 |
| 9                 | Jaakko Ojaniemi     | Finlândia      | 8042 (SB) | 935 pts 10.67 s | 952 7.57  | 787 14.95 | 723 1.91 | 801 50.29 | 845 15.04 | 714 42.41 | 760 4.50  | 833 66.27 | 692 4:38.18 |
| 10                | Aleksey Drozdov     | Rússia         | 8038      | 845 pts 11.07 s | 871 7.24  | 816 15.43 | 859 2.06 | 764 51.11 | 770 15.67 | 873 50.13 | 760 4.50  | 793 63.67 | 687 4:38.96 |
| 11                | Hamdi Dhouibi       | Tunísia        | 8023 (AR) | 935 pts 10.67 s | 918 7.43  | 658 12.85 | 749 1.94 | 956 47.04 | 903 14.56 | 688 41.17 | 849 4.80  | 631 52.83 | 736 4:31.24 |
| 12                | Mikk Pahapill       | Estónia        | 8003      | 847 pts 11.06 s | 878 7.27  | 812 15.36 | 859 2.06 | 749 51.44 | 805 15.37 | 784 45.81 | 849 4.80  | 791 63.53 | 629 4:48.26 |
| 13                | Paul Terek          | Estados Unidos | 7921      | 899 pts 10.83 s | 852 7.16  | 747 14.31 | 776 1.97 | 868 48.85 | 752 15.83 | 760 44.65 | 910 5.00  | 655 54.46 | 702 4:36.59 |
| 14                | Frédéric Xhonneux   | Bélgica        | 7616      | 799 pts 11.28 s | 864 7.21  | 662 12.92 | 831 2.03 | 859 49.04 | 761 15.75 | 637 38.62 | 819 4.70  | 591 50.18 | 793 4:22.71 |
| 15                | Roland Schwarzl     | Austrália      | 7549      | 847 pts 11.06 s | 838 7.10  | 712 13.73 | 644 1.82 | 778 50.81 | 862 14.90 | 778 45.56 | 880 4.90  | 599 50.67 | 611 4:51.25 |
| 16                | Óscar González      | Espanha        | 7526      | 845 pts 11.07 s | 862 7.20  | 706 13.63 | 803 2.00 | 828 49.71 | 854 14.96 | 604 37.03 | 790 4.60  | 523 45.54 | 711 4:35.25 |
| 17                | Phillip McMullen    | Estados Unidos | 6832      | 759 pts 11.47 s | 732 6.65  | 790 15.01 | 749 1.94 | 805 50.21 | 781 15.58 | 855 49.28 | 0 NM      | 638 53.35 | 723 4:33.38 |
|                   | Aleksey Sysoyev     | Rússia         | DNF       | 924 pts 10.72 s | 657 6.32  | 836 15.75 | 859 2.06 | 794 50.46 | 791 15.49 | 811 47.13 | 0 NM      |           |             |
|                   | Eugène Martineau    | Países Baixos  | DNF       | 812 pts 11.22 s | 850 7.15  | 686 13.31 | 803 2.00 | 794 50.45 | 750 15.85 | 669 40.23 | 0 NM      |           |             |
|                   | Qi Haifeng          | China          | DNF       | 878 pts 10.92 s | 857 7.18  | 695 13.45 | 803 2.00 |           |           |           |           |           |             |
|                   | Claston Bernard     | Jamaica        | DNF       | 908 pts 10.79 s | 767 6.80  | 709 13.68 |          |           |           |           |           |           |             |
|                   | Maurice Smith       | Jamaica        | DNF       | 903 pts 10.81 s | 854 7.17  | 0 NM      |          |           |           |           |           |           |             |
|                   | Benjamin Jensen     | Noruega        | DNF       | 852 pts 11.04 s | 0 NM      |           |          |           |           |           |           |           |             |
|                   | Vitaliy Smirnov     | Uzbequistão    | DNF       | 0 pts 18.28 s   |           |           |          |           |           |           |           |           |             |
|                   | Dmitriy Karpov      | Cazaquistão    | DNF       | 0 pts DQ        |           |           |          |           |           |           |           |           |             |
|                   | Laurent Hernu       | França         | DNS       |                 |           |           |          |           |           |           |           |           |             |

Legenda
| Recorde mundial       | Recorde mundial (World record)               |                       | Recorde africano                      | Recorde africano (African) |                                           | Q | Classificado por posição (Qualified) |
| Recorde do campeonato | Recorde do campeonato (Championship record)  | Recorde da América    | Recorde da América (Americas)         | q                          | Classificado por melhor tempo (Qualified) |   |                                      |
| Melhor marca do ano   | Melhor marca do ano (World leading)          | Recorde asiático      | Recorde asiático (Asian)              | DNS                        | Não largou (Did not start)                |   |                                      |
| Recorde nacional      | Recorde nacional (National record)           | Recorde europeu       | Recorde europeu (European)            | DNF                        | Não terminou (Did not finish)             |   |                                      |
| Recorde pessoal       | Recorde pessoal do atleta (Personal best)    | Recorde da Oceania    | Recorde da Oceania (Oceania)          | DSQ / DQ                   | Desclassificado (Disqualified)            |   |                                      |
| Recorde da temporada  | Recorde da temporada do atleta (Season best) | Recorde sul-americano | Recorde sul-americano (South America) | NM                         | Sem marca (No mark)                       |   |                                      |